# 小行星4940
小行星4940（英語：4940 Polenov）是一颗围绕太阳公转的小行星。1986年8月18日，柳德米拉·卡拉季奇在克里米亚发现了此天体。
这颗小行星的绝对星等为270.6842350613794等。